# Catalogo BFS
Il Catalogo BFS è un catalogo astronomico che conta 65 regioni H II situate prevalentemente nell'emisfero celeste boreale, compilato nel 1982.
La sigla del catalogo comprende le lettere iniziali dei cognomi degli autori, Blitz, Fich e Stark; nello studio in cui il catalogo è inserito vengono esaminate e revisionate le coordinate e le stime di distanza delle 313 nebulose del Catalogo Sharpless, attraverso il metodo della velocità radiale delle nubi con emissioni CO, aggiungendone infine alcune decine non catalogate da Sharpless.